# Гелий-4
Гелий-4 — лёгкий нерадиоактивный изотоп гелия.
Самый распространённый из двух природных изотопов, составляющий приблизительно 99,999863 % гелия на Земле. Его ядро имеет два протона и два нейтрона.
Термоядерная реакция двух ядер атома гелия-4 невозможна, поскольку сумма энергий связи двух ядер гелия больше, чем энергии связи барионов в ядре бериллия-8. Поэтому многие радиоактивные изотопы распадаются (альфа-распад) с образованием ядра гелия-4, называемого также альфа-частицей.
Когда гелий-4 охлаждён ниже 2,176 K ~(−271 °C), он становится сверхтекучим, с очень необычными для жидкости свойствами: если гелий-4 поместить в открытый сосуд, то через некоторое время он вытечет из него. Это странное явление нельзя объяснить при помощи классической механики.